# Хан, Шаукатулла
Шаукатулла Хан (англ. Shaukatullah Khan) — государственный и политический деятель Пакистана. С 2013 по 2014 год занимал должность губернатора провинции Хайбер-Пахтунхва.

## Биография
Родился 2 апреля 1969 года в пакистанской деревне Санготе, округ Сват. Окончил колледж в городе Кохате, затем продолжил обучение в университете Таксилы. По образованию инженер. В 2008 году был избран членом Национальной ассамблеи Пакистана от агентства Баджаур в качестве независимого кандидата.
11 февраля 2013 года был назначен на должность губернатора провинции Хайбер-Пахтунхва, став самым молодым человеком в истории на этом посту. 8 апреля 2014 года был снят с должности президентом Пакистана Мамнуном Хусейном, губернатором Хайбер-Пахтунхвы стал Мехтаб Аббаси.